# Agathon Marie René de La Bintinaye
Agathon Marie René de La Bintinaye, dit le « chevalier de la Bintinaye », né à Rennes le 24 mars 1758 et mort en mer à la fin décembre 1792, est un officier de marine français du XVIIIe siècle. Il sert pendant la guerre d'indépendance des États-Unis et se distingue le 7 octobre 1779 lors du combat de la frégate française La Surveillante contre la frégate britannique HMS Québec.

## Biographie

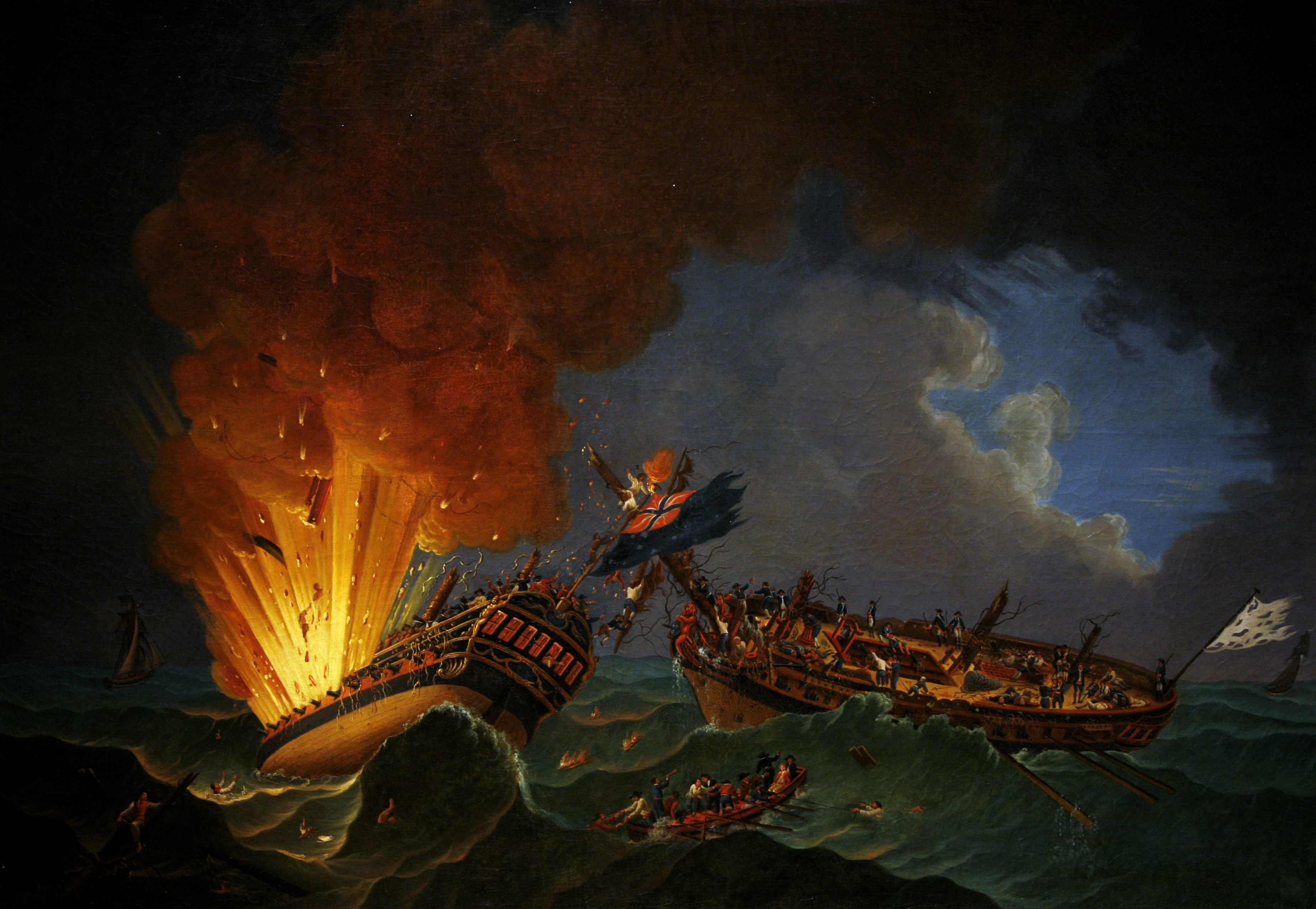
Le combat de la frégate la Surveillante contre le HMS Québec, le 6 octobre 1779.

Il entre à 15 ans dans la Marine royale. Alors qu'il n'était encore qu'enseigne de vaisseau, il se trouve capitaine en second sur La Surveillante, sous les ordres de Charles Louis du Couëdic, lors du glorieux combat que cette frégate soutint à la hauteur d'Ouessant, le 7 octobre 1779, contre la frégate britannique HMS Québec.
Au moment où la Bintinaye s'élançait sur le bord ennemi, il est renversé par un coup de mitraille qui lui emporte le bras droit. Les talents, le courage qu'il avait montrés dans cette action furent généralement appréciés, et les États de Bretagne, à leur tenue suivante, le 16 novembre 1780, lui accordent, bien qu'il n'ait alors que vingt-deux ans, séance et voix délibérative à leur assemblée, où l'on n'entrait qu'à vingt-cinq ans. Malgré sa blessure, la Bintinaye continue ses services dans la marine. À l'époque de la Révolution française, il émigre en Angleterre, il était parvenu au grade de major de vaisseau. Il mourut à Londres, à la fin de décembre 1792. 
Le Morning Chronicle publia, sous le titre "The only privileges the nobility valued were distinction of rank and exemption from taxes" un article calomnieux contre la noblesse française. Il fait paraître en réponse Observations du chevalier de La Bintinaye sur un article inséré dans le Morning Chronicle, (27 janvier 1792) Londres, J. de Brett, 1792, in-8° 110 pages, une brochure à laquelle les circonstances procurèrent un certain succès. En introduction de cet article, il rappelle ses faits d'armes et livre son autobiographie, reproduite par Prosper Levot, dans sa Bibliographie bretonne (1857) :
"Je vais tâcher d'opposer quelques vérités à ces mensonges. Il [le journaliste] ose traiter ainsi un ordre qui s'est toujours fait un devoir de sacrifier ses biens et son sang à la défense de la patrie, et dont tout membre, pour ainsi dire, naissait soldat. Trop indigné pour m'arrêter à recueillir les exemples sans nombre qui attestent le dévouement de la noblesse française, je citerai le mien, je découvrirai ma poitrine, et je montrerai mes blessures..."

« Je suis entré dans le corps de la marine de France à la fin de 1773, à l'âge de quinze ans. Après avoir fait une première campagne dans la Manche, je me suis embarqué à la fin de 1775 sur une frégate du roi expédiée aux Indes-Orientales. Je suis revenu en France au mois de janvier 1778. Au mois d'août de cette année, j'armai sur la frégate la Surveillante, commandée par M. du Couédic. Le commandant en second de cette frégate ayant passé au mois d'octobre suivant sur un autre vaisseau, M. du Couédic me fit l'honneur de me confier les fonctions que cet officier quittait.
Un an après arriva le combat entre la Surveillante et le Québec. Je n'en rappelle pas les circonstances; ce combat opiniâtre a été assez célébré en Angleterre. J'y eus le bras droit emporté, et je fus blessé à la main gauche et au côté. Je reçus pour récompense la croix de Saint-Louis, à l'âge de vingt-et-un ans, et une pension de 1,000 fr. (41 liv. sterl.) et le grade de lieutenant de vaisseau. Un an après le combat, les trois ordres des Etats de Bretagne (15, 16 novembre 1780) m'accordèrent, à vingt-deux ans, le droit de séance dans leur assemblée, que la loi n'accordait qu'à vingt cinq ans. Aussitôt que la guérison de mes blessures me permit de reprendre mon service, je fus nommé au commandement d'un petit bâtiment. Je n'avais point encore servi sur des vaisseaux de ligne, et je voulais acquérir tous les genres d'instruction. Je refusai le commandement, et je m'embarquai sur le Triomphant : de là je passai à bord de L'Invincible. Ensuite je refusai un congé qui me fut offert par le ministre pour m'embarquer à bord du Magnifique, et puis sur la Couronne, pour passer aux Indes-Occidentales, où je restai jusqu'à la fin de la guerre. J'en revins en juin 1783. — Des circonstances particulières enchaînèrent mon activité jusqu'au commencement de juin 1785. Je pris alors le commandement d'une flûte du roi que je conduisis dans la Baltique. Je fis, en 1786 et 1787, deux campagnes d'évolutions; M. le vicomte de Marigny me chargea des fonctions de major de l'avant-garde qu'il commandait En septembre 1787, lors des préparatifs de guerre occasionnés par les troubles de Hollande, je reçus ordre de me rendre à Toulon pour y prendre le commandement de la frégate la Friponne, de 32 canons. A mon arrivée dans ce port, les préparatifs de guerre ayant cessé, on substitua à la frégate qui m'était destinée la corvette la Sardine. Je conduisis cette corvette dans les Echelles du Levant, où elle faisait partie d'une division de huit bâtiments destinés à la mission délicate de faire respecter la neutralité de la France au milieu des hostilités des Russes et des Turcs. Je revins à Toulon, au mois de décembre 1788. Là finit mon activité. J'obtins, pour revenir au sein de ma famille, un congé qui expirait à la fin de 1789. Avant son expiration, je demandai ma retraite. Je n'ai pas besoin d'en détailler les motifs, je les ai publiés dans une déclaration qu'à mon arrivée à Londres j'ai trouvée traduite en Anglais. J'ai renoncé solennellement à ma pension et aux appointements de retraite que je pouvais espérer. Ainsi, il ne me reste aucun prix de mes services, que l'estime des honnêtes gens. J'espère qu'il ne sera pas au pouvoir d'un vil calomniateur de me l'ôter. »

## Source
- Prosper Levot, Biographie bretonne, Volume 2 sur Google Livres, Cauderan, 1857, p. 48

« Agathon Marie René de La Bintinaye », dans Louis-Gabriel Michaud, Biographie universelle ancienne et moderne : histoire par ordre alphabétique de la vie publique et privée de tous les hommes avec la collaboration de plus de 300 savants et littérateurs français ou étrangers, 2e édition, 1843-1865 [détail de l’édition]